# Ի
Ini (mayúscula: Ի, minúscula: ի; en armenio: ինի) es la undécima letra del alfabeto armenio, utilizada en el idioma armenio.

## Historia
Fue desarrollado, junto con la mayoría de las otras letras, por Mesrop Mashtots, el creador del alfabeto, entre 405 y 406.

## Uso
La letra se utiliza en el idioma armenio, donde corresponde al sonido vocal cerrada anterior no redondeada ([i]). esta letra se ha transliterado al alfabeto latino con la letra I. En Sistema de numeración armenio, la letra corresponde al número 20. La minúscula es como la minúscula H, pero su pata izquierda es más larga.

## Galería

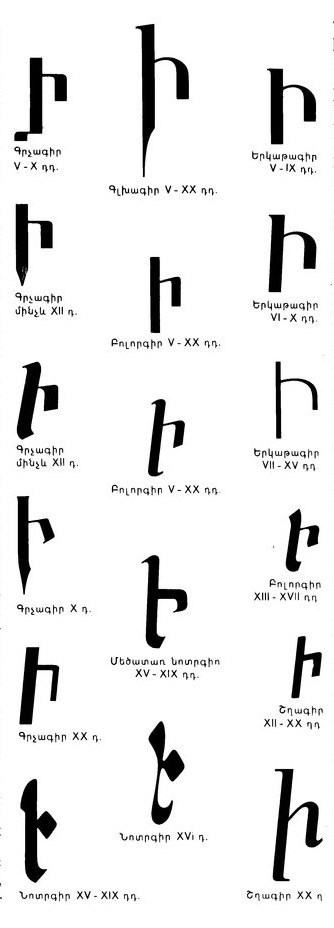
Varias fuentes históricas

Erkat'agir redondeada
Erkat'agir
Bolorgir
Notrgir
Shghagir
Forma tipográfica
Forma manuscrita

## Codificación
| Carácter      | Ի                           | Ի                           | ի                         | ի                         |
| ------------- | --------------------------- | --------------------------- | ------------------------- | ------------------------- |
| Unicode       | ARMENIAN CAPITAL LETTER INI | ARMENIAN CAPITAL LETTER INI | ARMENIAN SMALL LETTER INI | ARMENIAN SMALL LETTER INI |
| Codificación  | decimal                     | hex                         | decimal                   | hex                       |
| Unicode       | 1339                        | U+053B                      | 1387                      | U+056B                    |
| UTF-8         | 212 187                     | D4 BB                       | 213 171                   | D5 AB                     |
| Ref. numérica | &#1339;                     | &#x53B;                     | &#1387;                   | &#x56B;                   |